# Палиокостра
Палиокостра (на гръцки: Παλιοκόστρα, Κάστρο Σταθμού Αγγίστας) е средновековно отбранително съоръжение, разположено край зъхненското село Гара Ангиста (Статмос Ангитис), Северна Гърция.

## Местоположение
Развалините на крепостта са на 1 km североизточно от Гара Ангиста. В северното ѝ подножие тече река Драматица (Ангитис).

## История
Името на хълма Паликостра е изкривена версия на гръцкото думата Палеокастро (Παλαιόκαστρο), тоест „Стара крепост“.
Смята се, че крепостта е средновековното селище Панакас, което в историческите източници се споменава като кастел и село. Река Драматица в средновековните гръцки източници също се нарича Панакас (Панега).
В типик на константинополския манастир „Христос Спасител“, сред неговите притежания е включен и „кастелът Панакас“ (καστέλλιον ο Πάνακας). Панакас е споменат и в хрисовул от 1321 година („за Панакас, земя и безимотно място“, περί τον Πάνακα, τόπος χερσαίος και ανήροτος), във фрагментарни записи от годините 1339 - 1342 година („селото Панакас“, το χωρίον του Πάνακα) и в хрисовул от 1345 година („село Панакас в [река] Панакас”, το χωρίον Πάνακα εις τον Πάνακα [ποταμό]). Идентификацията с Панакас не е сигурна, тъй като в района има още две-три места с останки от средновековни укрепления.
Селището Палиокостра е имало дългосрочна употреба с непрекъснато обитаване от праисторическия период до византийските години, като единствения хиатус е през бронзовата епоха. В древни времена изглежда, че там е имало важно градче, което процъфтява от елинистичните до римските години. Няколко археологически находки (класически, елинистически, римски период) са открити на хълма и в околността като статуи, монети и други, които е пазят в Серския археологически музей.

## Описание
Хълмът има известна естествена защита, тъй като е северните и североизточните склонове ее обмиват от Драматица и склоновете му са доста стръмни. Разделен е на две плата: южно и по-високоти и северно по-ниско. Периметърът е около 800 m. Малко следи от укрепление има само в южната горна част на хълма, заедно с руините на четиристранна сграда. В югозападния ъгъл вероятно е имало кула. Стените са изградени от недялан камък със свързващ хоросан и малко тухли. Във вътрешността има изобилие от разпръсната керамика.
Петстотин метра западно от хълма Палиокостра и северно от селото е разположен известният сводест Драматишки мост, който съществува от римския период. Сегашният вид на моста е от ранноосманската  епоха (XVI век). Всичко това показва, че районът е важна точка на пътя, който свързва севера с Виа Егнация.